# Dragon Age: Rozštěpení
Dragon Age: Rozštěpení (anglicky Dragon Age: Asunder) je fantasy román od autora Davida Gaidera. Kniha byla publikována roku 2011, česky roku 2012. Jedná se o třetí knihu ze série Dragon Age, která příběhem předchází stejnojmennou hru vydanou pro Xbox 360 a Microsoft Windows vyvinutou společností BioWare.
Příběh se odehrává po událostech ze hry Dragon Age II a bude na ni asi mírně navazovat příběh Dragon Age III.

## Příběh
Bílou věž (věž mágů) ve Val Royeaux (Orlais) pochází „Duch věže“ neviditelný Cole, v žaláři zavraždí dívka, mágyni, protože mu to našeptával vnitřní hlas. V Bílé věži se už stalo šest podezřelých vražd.
Císařovna Orlais uspořádala slavnost, zúčastnila se ji i Božská Justina V., kterou doprovázela i kněžka Leliana (bardka známá ze hry Dragon Age: Prameny). Božskou se pokusil zabít mág Jeannot, templářka Evangelie, ho ale zabila a zachránila tak božské život. Orlais se nachází ve značném chaosu, po vzbouření mágů v Kirkwalu, kde zuří občanská válka a hrozí, že občanská válka propukne i v Orlais.
Po útoku na Božskou templáři pátraly templáři po Jeannotových pomocnících, a tak vedení Bílé věže převzal Hledač Lambert a rozjel vyšetřování. Templářka Evangelie si vzpomněla, že viděla mágy Rhyse a Adrian s Jeannotem, a vyslechly je, nicméně s tím nemají nic společného, ale i tak jsou podezřelí. Rhys Colea může vidět, jsou přátelé, Rhys neví, že Cole je tajemný „duch věže“, ale trochu ho podezírá. Chtěl ho tedy předat templářům, Cole to odmítl a svedli spolu proto boj, kvůli kterému byl později Rhys uvězněn. První čaroděj Edmonde pozval do Bílé věže Wynne (arcimágyně, známá ze hry Dragon Age: Prameny), ve své řeči vyzvala mágy k trpělivosti, což Rhyse zklamalo a proto se přidal k liberálům (skupina, jejímž cílem je nezávislost mágů na Oltáři, naopak Loajalisté s kontrolou Oltáře a templářů souhlasí). Wynne také je Rhysovou matkou. Wynne potřebovala vyrazit na misi, prošetřit posedlého Pokojného (Pokojní jsou mágové, kteří jsou zbaveni emocí a nemohou být posednuti, proto taky tento obřad podstupují), vezme sebou svého syna, Adrian a Lambert s nimi pošle i templářku Evangelii.
Cole skupinku sledoval, Rhys o Coleovi později řekl i Evangelii. Skupina dorazila k Nezdolné pevnosti (což byla dříve tvrz Šedých strážců), v podzemí opuštěné tvrze se nachází Pharamondova (posedlý Pokojný) laboratoř. Ve tvrzi potkají Wynninu kamarádku, golemku Shale (známá ze hry Dragon Age: Prameny), která se zde snažila najít Pharamonda, protože si myslela, že by ji pomohl získat ji zpět její trpasličí tělo a zvrátit tak proces, který z ní učinil golema. Ve sklepení Pharamonda skutečně najdou, je posedlý, a proto ho přes Únik vymítají.
V Únik (říše snů, démonů a přízraků) je napadl drak, svedli s ním tuhý boj, Rhys málem zemřel, ale Cole mu zachránil život a někam se ztratil. Rhys a Evangelie se vydaly hledat Colea a Wynne, Shale a Adrian pátraly dál po démonovy.
Wynne spatřila Pharamondovu noční můru, všichni mágové v ní byly Pokojní, a setkala se i s Démonem Pýchy, kterého sama i zneškodnila, pomohl ji její hodný přízrak, kterým je posednutá, Adrian si toho všimla.
Elf Pharamond byl osvobozen a přiznal, že byl pověřen Oltářem, aby prováděl výzkum o zvrácení rituálu Pokojnosti. Pokojné totiž démoni posednout nechtějí, a proto se nemohou stát Ohavností. Pharamond nalákal, pomocí vražd, démona aby ho posedl, což se mu podařilo a zvrátil tak svou Pokojnost. Evangelie spatřila v Úniku Colea, a proto ho může už vidět.
Evangelie nabídla Rhysovi, aby uprchl, zničila by i jeho fylaktérům (ampulka s krví mága, umožňuje mágy sledovat) a umožnila by útěk i Coleovi, odmítl to, s tím, že se chce naučit Pharamondovu studii. Adrian odhalila, že Wynne je „Ohavnost“, a tak se přiznala i Rhysovi. Wynne odeslala zprávu o tom, že je možné Pokojnost zvrátit do všech kruhů mágů.
V říši začíná občanská válka, skupina se vrátila zpět do Val Royeax. Do Bílé věže zavítala i Božská, rozhodla, že bude konkláve, na kterém se sejdou všichni První čarodějové a templáři, pokusí se spolu vyjednat smír. Pharamond má být Pokojným; Rhys, Wynne a Adrian jsou zatím vězněni.
Konkláve nedopadlo dobře, než se spolu mágové na něčem dohodli, přerušil Hledač Lambert, s tím, že Rhys zavraždil Pharamonda, což je ale lež. Templáři zaútočili na mágy, mnoho mágů ale i templářů zemřelo, přeživší mágové byli uvězněni. Wyne s Evangelií uprchly stokami, aby zachránily Rhyse. Přidal se k nim Cole, který Pharamonda taktéž nezabil.
Lambert požadoval, aby se Rhys „přiznal“ k vraždě, za oplátku by prý propustil vězněné mágy. Rhys to odmítl. Wynne osvobodila Adrian a některé ostatní mágy, také spolu s Evangelií rozbijou uskladněná fylaktéria.
Lambert najde Wynne a Evangelii, propukne mezi nimi boj, zabije „démona“ Colea a Evangelii. Wynne se pokusí Evangelii uzdravit, ale nakonec se pro ni obětuje, ochranitelský přízrak, který posedl Wynne, opustí Wynne a posedne Evangelii, čímž ji oživí. Wynne tedy umřela a Evangelie žije.
Později se Adrian (Liberánka) přizná, že sama zabila Pharamonda a svedla to na Rhyse, aby poskytla záminku k rozhodnutí, tedy k boji za nezávislost mágů. Rhyse a Adrian se staly nepřáteli, a to i přesto, že dříve byly milenci.
Rhys zastoupil svou matku Wynne u Irvinga (První čaroděj fereldenského Kruhu mágů, známý z Dragon Age: Prameny), a přidal se tedy k Equaritáncům.
První čarodějka Fiona, vyzvala všechny mágy k boji za nezávislost mágů, s čímž mágové souhlasili.
Cole byl původně mladík, kterého templáři zavřeli v cele a zapomněli na něj, a tak zemřel. Později ho templáři vymazali ze všech záznamů. Po své smrti se stal něčím, jakoby démonem.
Hledač Lambert van Reeves napsal dopis Božské, kterým oznámil nezávislost na Oltáři (tedy na Božské). Po dopsání dopisu ho navštívil démon-mladík (možná Cole) a asi se ho chystá zabít…